# ألان ريك
آلان ريك ميرندا (بالبرتغالية: Alan Rick Miranda؛ وُلد في 23 أكتوبر 1976)، المعروف باسم آلان ريك، هو سياسي وصحفي وشخصية تلفزيونية برازيلي. شغل منصب نائب اتحادي عن ولاية أكري في مجلس النواب البرازيلي بين عامي 2015 و2023، ويشغل منذ عام 2023 منصب عضو في مجلس الشيوخ البرازيلي ممثلًا عن أكري.